# Stéphane Audoin-Rouzeau
Pour les articles homonymes, voir Audoin, Rouzeau et Audoin-Rouzeau.
 (novembre 2014).
Stéphane Audoin-Rouzeau, né le 25 février 1955 dans le 17e arrondissement de Paris, est un historien français.
Il est directeur d’études à l'École des hautes études en sciences sociales (EHESS) et président du Centre international de recherche de l'Historial de la Grande Guerre de  Péronne, dans la Somme.
Il est spécialiste de la Première Guerre mondiale, dont il contribue à renouveler l'historiographie, et s'intéresse également au Génocide des Tutsi au Rwanda.

## Biographie

### Jeunesse et études
Il est le fils de Philippe Audoin, écrivain surréaliste proche d'André Breton et le frère de Frédérique Audoin-Rouzeau alias Fred Vargas, archéozoologue et romancière, ainsi que de l'artiste peintre Joëlle Audoin-Rouzeau alias Jo Vargas. Il est le petit-fils de Robert Audoin, sous-lieutenant d'artillerie pendant la Grande Guerre, et le père de l'écrivain Eloi Audoin-Rouzeau (1990).
Élève du lycée Jean-Baptiste-Say, Stéphane Audoin-Rouzeau est diplômé de l'Institut d'études politiques de Paris en 1975 (section Pol.Eco.Soc.). Il est reçu à l'agrégation d'histoire en 1980. En 1984, il soutient sa thèse de doctorat de 3e cycle sur Les Soldats français pendant la Guerre de 1914-1918 d'après les journaux de tranchées : une étude des mentalités (385 pages) sous la direction de Jean-Jacques Becker.

### Parcours professionnel
Il est assistant (1984-1989), puis maître de conférences (1989-1990) à l'université Blaise-Pascal. Il devient ensuite maître de conférences (1990-1995) puis professeur des universités (1995-2003) à l'université de Picardie. En 1994, il obtient son habilitation à diriger des recherches.
Depuis 2004, il est directeur d'études à l'EHESS et, depuis 2011, directeur général du fonds de dotation de l'EHESS. Depuis 2010, il est également président du centre international de recherches de l'Historial de la Grande Guerre.
Il a inspiré le personnage de Lucien Devernois à sa sœur romancière dans Debout les morts : Lucien est comme lui un spécialiste de la Première Guerre mondiale, mèche noire en bataille, à l'inépuisable logorrhée.

## Recherche

### Apport à l'histoire de la Première Guerre mondiale
Avec Jean-Jacques Becker, président d'honneur du Centre de recherche de l'Historial, et Annette Becker, Stéphane Audoin-Rouzeau a fortement contribué à renouveler l'historiographie de la Première Guerre mondiale. Il a défini avec d'autres historiens français, allemands et anglais le concept de « consentement patriotique » pour expliquer le fait que les populations européennes et les troupes aient massivement soutenu le déclenchement du conflit et soutenu le terrible effort de guerre des différents États belligérants, sans qu'il y ait de mouvements de révolte ou de contestation, excepté les vagues de mutineries de l'année 1917.

### Apport à l'histoire du génocide des Tutsi au Rwanda
Depuis quelques années, ses recherches portent progressivement sur le génocide des Tutsi au Rwanda.
Stéphane Audoin-Rouzeau est cependant écarté de la commission Duclert.

## Publications (sélection)

### Ouvrages
- Les combattants des tranchées, Paris, Armand Colin, 1986   (ISBN 978-2-200-37108-1).
- 1870 : la France dans la guerre, Paris, Armand Colin, 1989, présentation en ligne.
- La guerre des enfants 1914-1918 : essai d'histoire culturelle, Paris, Armand Colin, 1993
- L'Enfant de l'ennemi 1914-1918, Aubier, coll. « Historique », 1995, Paris.
- La France, la nation, la guerre : 1850-1920, avec Jean-Jacques Becker, Sedes, 1996.
- La Grande Guerre : 1914-1918, avec Annette Becker, Gallimard, coll. « Découvertes Gallimard / Histoire » (no 357), Paris, 1998 (nouvelle édition en 2013).
- 14-18 : retrouver la guerre, avec Annette Becker, Gallimard, 2000.
- Cinq deuils de guerre 1914-1918, Éditions Noesis, 2001, Paris[7].
- Un regard sur la Grande Guerre, Larousse, 2002.

photographies inédites du soldat Marcel Felser, préfacées et commentées par Audoin-Rouzeau
- La violence de guerre : 1914-1945 : approches comparées des deux conflits mondiaux, textes de Henriette Asséo, Stéphane Audoin-Rouzeau, Omer Bartov… [et al.] , sous la direction de Stéphane Audoin-Rouzeau, Annette Becker, Christian Ingrao et Henry Rousso, Bruxelles et Paris, Éd. Complexe, Paris, IHTP, CNRS, 2002.
- Encyclopédie de la Grande Guerre 1914 - 1918, collectif sous la direction de Jean-Jacques Becker et Stéphane Audoin-Rouzeau, Éditions Bayard, 2004.
- Sortir de la grande guerre. Le monde et l'après-1918, Tallandier, coécrit avec Christophe Prochasson, 2008.
- Cicatrices, Tallandier, coécrit avec Gerd Krumeich, 2008
- L'enfant de l'ennemi : viol, avortement, infanticide pendant la Grande Guerre, Flammarion, 2013.
- Combattre : une anthropologie historique de la guerre moderne (XIXe – XXIe siècle), Seuil, 2008.

- Prix du maréchal Foch 2009 de l’Académie française
- Les armes et la chair : trois objets de mort en 14-18, Armand Colin, 2009.
- La Grande Guerre des musiciens, Stéphane Audouin-Rouzeau, Esteban Buch, Myriam Chimènes, Georgie Durosoir (direction scientifique), Lyon, Symétrie, 2009, 256 p.  (ISBN 978-2-914373-54-8).
- GAZ ! GAZ ! GAZ !, La Guerre chimique  1914-1918, 5 continents, 2010.
- Quelle histoire : un récit de filiation (1914-2014), « Hautes Études » EHESS, Gallimard, Seuil, 2013, 146 p.  (ISBN 978-2-02-110445-5)[8]
- Quelle Histoire : un récit de filiation (1914-2014), suivi d'un texte inédit Du côté des femmes, Points Histoire , 2015   (ISBN 978-2-757-85452-5)
- Une initiation : Rwanda 1994-2016, Seuil, janvier 2017  (ISBN 978-2-021-30851-8).
- participation à l'ouvrage dirigé par Xavier Delacroix, L'Autre siècle, Fayard, 2018.
- C'est la guerre. Petits sujets sur la violence du fait guerrier (XIXe – XXIe siècle), éditions du Félin, 2020.
- La Part d'ombre. Le risque oublié de la guerre. Dialogues avec Hervé Mazurel, Les Belles Lettres, 2023, 190 p.,  (ISBN 978-2251454023)

### Articles
- Avec Jean-Pierre Chrétien et Hélène Dumas, « Le génocide des Tutsi rwandais, 1994 : revenir à l’histoire », in Le Débat, no 167, novembre-décembre 2011, p. 61-71.
- Avec Hélène Dumas, « Le génocide des Tutsi rwandais, vingt ans après : réflexions introductives », in Dossier : Le génocide des Tutsi rwandais, vingt ans après, in Vingtième siècle : revue d’histoire, no 122, avril-juin 2014, p. 3-16.
- « Chercheurs dans le prétoire : retour sur le procès Simbikangwa : un dialogue magistrat-historien », in Grief, no 3, 2014, p. 175-182
- « La responsabilité de la France vue du Rwanda : le rapport Mucyo : une lecture historienne », in Esprit, mai 2010, p. 122-134.
- Stéphane Audoin-Rouzeau, « Mourir et faire mourir, mais à la guerre », Ornicar?, no 58, 2024, p. 86 - 95

### Entretien
- « Rwanda : la France et le génocide des Tutsi », entretien de Julien Théry avec Stéphane Audoin-Rouzeau et Hélène Dumas dans « La grande H. », l'émission d'histoire du Média, 9 juillet 2019.

## Décorations
- Chevalier de la Légion d'honneur (2010)
- Chevalier de l'ordre des Palmes académiques (2012)
- Officier de l'ordre des Arts et des Lettres (2021)[9]